# Globivenus effossa
Globivenus effossa is een tweekleppigensoort uit de familie van de Veneridae. De wetenschappelijke naam van de soort is voor het eerst geldig gepubliceerd in 1836 door Philippi.